# Parapediasia decorellus
Parapediasia decorellus là một loài bướm đêm trong họ Crambidae.